# Skeleton na Zimních olympijských hrách 1948
Skeleton na olympiádě ve Svatém Mořici se vrátil do programu olympijských her po 20 letech.

## Medailové pořadí zemí
| Pořadí | Země                         | Zlato | Stříbro | Bronz | Celkově |
| ------ | ---------------------------- | ----- | ------- | ----- | ------- |
| 1.     | Itálie (ITA)                 | 1     | 0       | 0     | 1       |
| 2.     | Spojené státy americké (USA) | 0     | 1       | 0     | 1       |
| 3.     | Velká Británie (GBR)         | 0     | 0       | 1     | 1       |
|        | Celkem                       | 1     | 1       | 1     | 3       |

## Medailisté

### Muži
| Disciplína  | Zlato                      | Výkon  | Stříbro                                    | Výkon  | Bronz                                | Výkon  |
| ----------- | -------------------------- | ------ | ------------------------------------------ | ------ | ------------------------------------ | ------ |
| jednotlivci | Nino Bibbia · Itálie (ITA) | 5:23,2 | John Heaton · Spojené státy americké (USA) | 5:24,6 | John Crammond · Velká Británie (GBR) | 5:25,1 |

## Výsledky
| P.                          | Sportovec                 | Stát                   | 1. jízda | 2. jízda | 3. jízda | 4. jízda | 5. jízda | 6. jízda | Celkem | Ztráta |
| --------------------------- | ------------------------- | ---------------------- | -------- | -------- | -------- | -------- | -------- | -------- | ------ | ------ |
| Zlatá olympijská medaile    | Nino Bibbia               | Itálie                 | 0:48,8   | 0:47,6   | 0:47,6   | 0:59,5   | 1:00,2   | 1:00,3   | 5:23,2 | –      |
| Stříbrná olympijská medaile | John Heaton               | Spojené státy americké | 0:48,1   | 0:47,4   | 0:47,7   | 1:00,0   | 1:00,2   | 1:01,2   | 5:24,6 | +1,4   |
| Bronzová olympijská medaile | John Crammond             | Velká Británie         | 0:47,4   | 0:47,7   | 0:47,9   | 1:00,9   | 1:00,9   | 1:00,3   | 5:25,1 | +1,9   |
| 4.                          | William Martin            | Spojené státy americké | 0:47,8   | 0:49,2   | 0:48,2   | 1:00,7   | 1:01,6   | 1:00,5   | 5:28,0 | +4,8   |
| 5.                          | Gottfried Kägi            | Švýcarsko              | 0:48,9   | 0:48,8   | 0:48,7   | 1:00,8   | 1:01,6   | 1:01,1   | 5:29,9 | +6,7   |
| 6.                          | Richard Bott              | Velká Británie         | 0:48,3   | 0:48,9   | 0:49,2   | 1:01,5   | 1:01,4   | 1:01,4   | 5:30,7 | +7,5   |
| 7.                          | James Coats               | Velká Británie         | 0:48,8   | 0:48,7   | 0:49,0   | 1:02,3   | 1:01,7   | 1:01,4   | 5:31,9 | +8,7   |
| 8.                          | Fairchilds MacCarthy      | Spojené státy americké | 0:48,8   | 0:48,3   | 0:49,4   | 1:03,6   | 1:02,7   | 1:02,7   | 5:35,5 | +12,3  |
| 9.                          | Thomas Clarke             | Velká Británie         | 0:49,7   | 0:49,9   | 0:49,3   | 1:03,5   | 1:03,8   | 1:02,8   | 5:39,0 | +15,8  |
| 10.                         | Charles Johnson           | Spojené státy americké | 0:47,7   | 0:48,4   | 0:48,0   | DNS      | DNS      | DNS      | —      | —      |
| 11.                         | Milo Bigler               | Švýcarsko              | 0:48,4   | 0:48,4   | 0:48,7   | DNS      | DNS      | DNS      | —      | —      |
| 12.                         | Dialma Balsegia           | Švýcarsko              | 0:49,2   | 0:49,0   | 0:48,6   | DNS      | DNS      | DNS      | —      | —      |
| 13.                         | William Gayraud-Hirigoyen | Francie                | 0:52,7   | 0:49,9   | 0:51,0   | DNS      | DNS      | DNS      | —      | —      |
| 14.                         | Christian Fischbacher     | Švýcarsko              | —        | —        | —        | DNS      | DNS      | DNS      | —      | —      |
| 15.                         | Hugo Kuranda              | Rakousko               | —        | —        | —        | DNS      | DNS      | DNS      | —      | —      |